# Praça de Touros de Luanda
A Praça de Touros de Luanda em  Luanda, Angola foi inaugurada em 1964,  também conhecido como o Monumental de Luandaé uma das 8 Praças em África, juntamente com Tânger, Maputo, Melilha, Uchda, Villa Sanjurjo e Oran.
O governo angolano pretende converter a praça num centro cultural. Nos anos mais recentes, a praça tem servido para espectáculos musicais.
A praça foi inaugurada em 1964, devido ao apego à prática tauromáquica de muitos metropolitanos residentes em Luanda. A segunda tourada na Monumental de Luanda decorreu em 21 Fevereiro do 1968.